# Granges (Saône-et-Loire)
Pour les articles homonymes, voir Granges.
Granges est une commune française située dans le département de Saône-et-Loire en région Bourgogne-Franche-Comté, aux portes de la Côte Chalonnaise, à 10 kilomètres au sud-ouest de Chalon-sur-Saône.
Le village s'étend sur 1 083 hectares, et se trouve à une égale distance d'environ 5 kilomètres entre Buxy et Givry.
Son accès est facile : à 10 minutes de Chalon-sur-Saône et de l'autoroute A6, ainsi qu'à une vingtaine de minutes de la gare TGV Le Creusot - Montceau - Montchanin.

## Géographie
Aujourd’hui Granges compte environ 550 habitants, se partageant entre un bourg proche de la commune de Saint-Désert et divers hameaux, dont les plus importants sont Les Curles et Les Ponts, non loin de la route départementale 977 qui relie Chalon-sur-Saône à Buxy.
Granges dépend du canton de Givry et de la communauté de communes du Sud de la Côte Chalonnaise (c.c.S.c.c.).
Granges tranche par le mode d'exploitation de son sol. C'est à peine si l'Histoire se rappelle qu'y furent cultivés quelques ares de vigne. La vocation agricole d'une collectivité très étendue par sa superficie paraît aujourd'hui incontestable, même si la forêt le dispute marginalement aux terres et aux prés où céréales et élevage bovin règnent en maîtres.

### Occupation des sols
L'occupation des sols de la commune, telle qu'elle ressort de la base de données européenne d’occupation biophysique des sols Corine Land Cover (CLC), est marquée par l'importance des territoires agricoles (74,3 % en 2018), en diminution par rapport à 1990 (77,5 %). La répartition détaillée en 2018 est la suivante : zones agricoles hétérogènes (29,7 %), prairies (26,1 %), forêts (20,1 %), terres arables (18,5 %), mines, décharges et chantiers (3,3 %), zones urbanisées (2,3 %). L'évolution de l’occupation des sols de la commune et de ses infrastructures peut être observée sur les différentes représentations cartographiques du territoire : la carte de Cassini (XVIIIe siècle), la carte d'état-major (1820-1866) et les cartes ou photos aériennes de l'IGN pour la période actuelle (1950 à aujourd'hui).

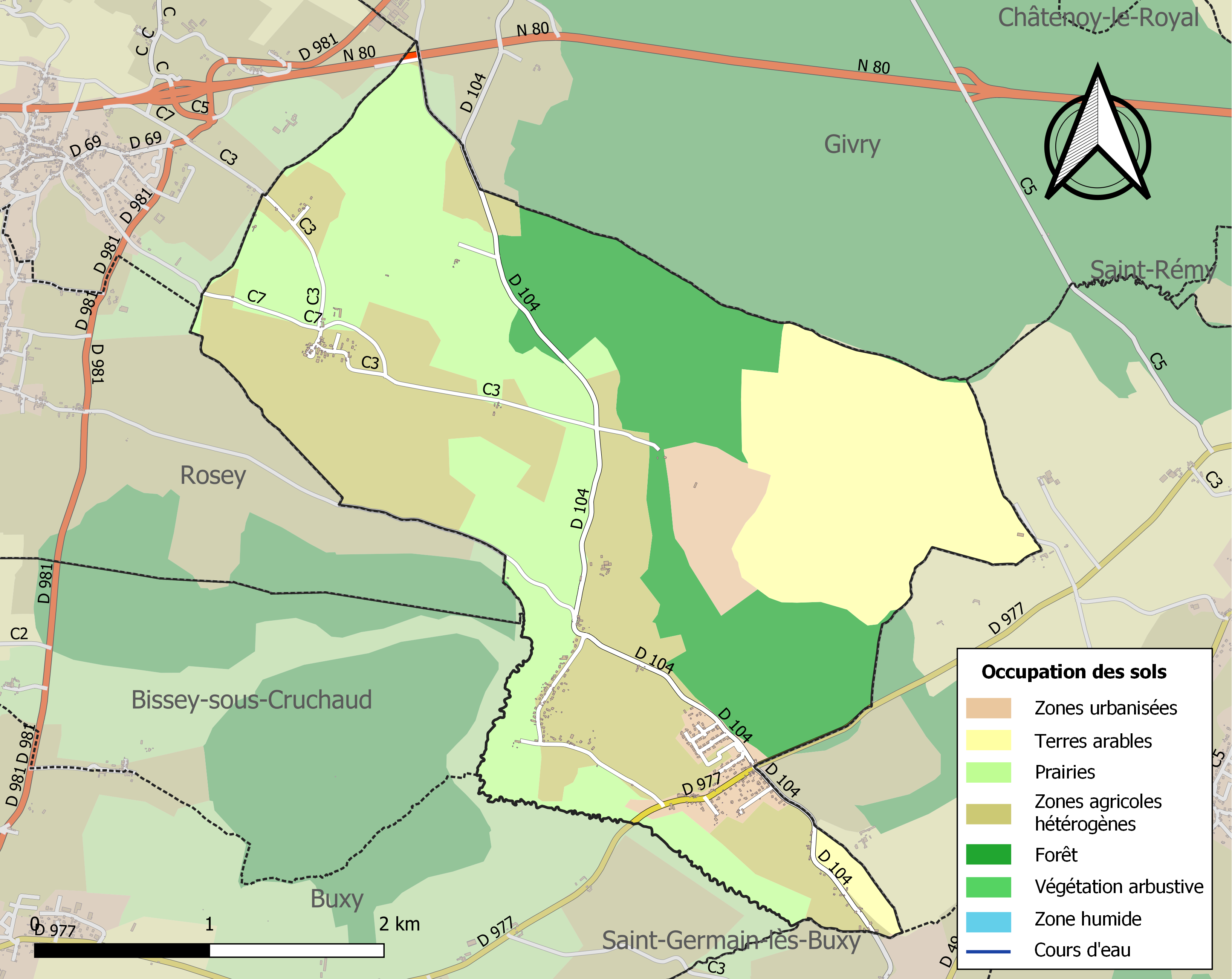
Carte des infrastructures et de l'occupation des sols de la commune en 2018 (CLC).

### Climat
Pour des articles plus généraux, voir Climat de la Bourgogne-Franche-Comté et Climat de Saône-et-Loire.
En 2010, le climat de la commune est de type climat océanique dégradé des plaines du Centre et du Nord, selon une étude du Centre national de la recherche scientifique s'appuyant sur une série de données couvrant la période 1971-2000. En 2020, Météo-France publie une typologie des climats de la France métropolitaine dans laquelle la commune est dans une zone de transition entre le climat océanique altéré et le climat océanique altéré et est dans la région climatique Bourgogne, vallée de la Saône, caractérisée par un bon ensoleillement (1 900 h/an), un été chaud (18,5 °C), un air sec au printemps et en été et des vents faibles.
Pour la période 1971-2000, la température annuelle moyenne est de 11,1 °C, avec une amplitude thermique annuelle de 18,1 °C. Le cumul annuel moyen de précipitations est de 835 mm, avec 10,7 jours de précipitations en janvier et 7,2 jours en juillet. Pour la période 1991-2020, la température moyenne annuelle observée sur la station météorologique de Météo-France la plus proche, « Chalon-Champforgueil », sur la commune de Champforgeuil à 12 km à vol d'oiseau, est de 11,4 °C et le cumul annuel moyen de précipitations est de 736,5 mm. 
La température maximale relevée sur cette station est de 39,7 °C, atteinte le 12 août 2003 ; la température minimale est de −17,6 °C, atteinte le 20 décembre 2009,,.
Les paramètres climatiques de la commune ont été estimés pour le milieu du siècle (2041-2070) selon différents scénarios d'émission de gaz à effet de serre à partir des nouvelles projections climatiques de référence DRIAS-2020. Ils sont consultables sur un site dédié publié par Météo-France en novembre 2022.

## Urbanisme

### Typologie
Au 1er janvier 2024, Granges est catégorisée commune rurale à habitat dispersé, selon la nouvelle grille communale de densité à sept niveaux définie par l'Insee en 2022.
Elle est située hors unité urbaine. Par ailleurs la commune fait partie de l'aire d'attraction de Chalon-sur-Saône, dont elle est une commune de la couronne,. Cette aire, qui regroupe 109 communes, est catégorisée dans les aires de 50 000 à moins de 200 000 habitants,.

## Histoire

### Site archéologique
Si l'on sait que l'homme préhistorique connut ce territoire il y a 150 000 ans comme en témoigne la présence de plusieurs de ses outils probablement tirés du silex du lieudit la Sablière, une occupation humaine est avérée vers l'an 1 000 avant J.-C., comme l'a montré la découverte d'un champ d'urnes cinéraires datant de l'age de bronze.
Mais surtout, quelques siècles plus tard, la civilisation gallo-romaine trouva à se développer en ces lieux. Ainsi que l'ont montré les nombreuses fouilles effectuées depuis 30 ans, la romanisation de ce qui constitue actuellement la commune de Granges fut précoce (sans doute dès la 3e décennie avant notre ère).
Au total, le site repéré couvre une surface de près de 50 hectares. Rien ne manquait à cette cité, pas même, semble-t-il, un temple, voire un théâtre.
L'invasion des hordes barbares au début du Ve siècle devait tout bouleverser. Mais Granges continua de servir de cadre à une occupation humaine.
Au VIe siècle, la reine Brunehaut donna Granges à l'abbaye de Saint-Martin d'Autun, qui ne tarda pas à y installer un prieuré et dut s'en servir également comme lieu de stockage de grain, d'où l'origine du nom de Granges, qui représente la fixation toponymique du nom commun grange.
En 1570, la terre de Granges fut aliénée au profit de Nicolas de Pontoux, avocat à Chalon, dont les descendants l'ont possédée jusqu'en 1769, date à laquelle Marie Delavigne l'apporta en dot à Louis Bernigaud, lieutenant-général du bailliage.

## Vie scolaire

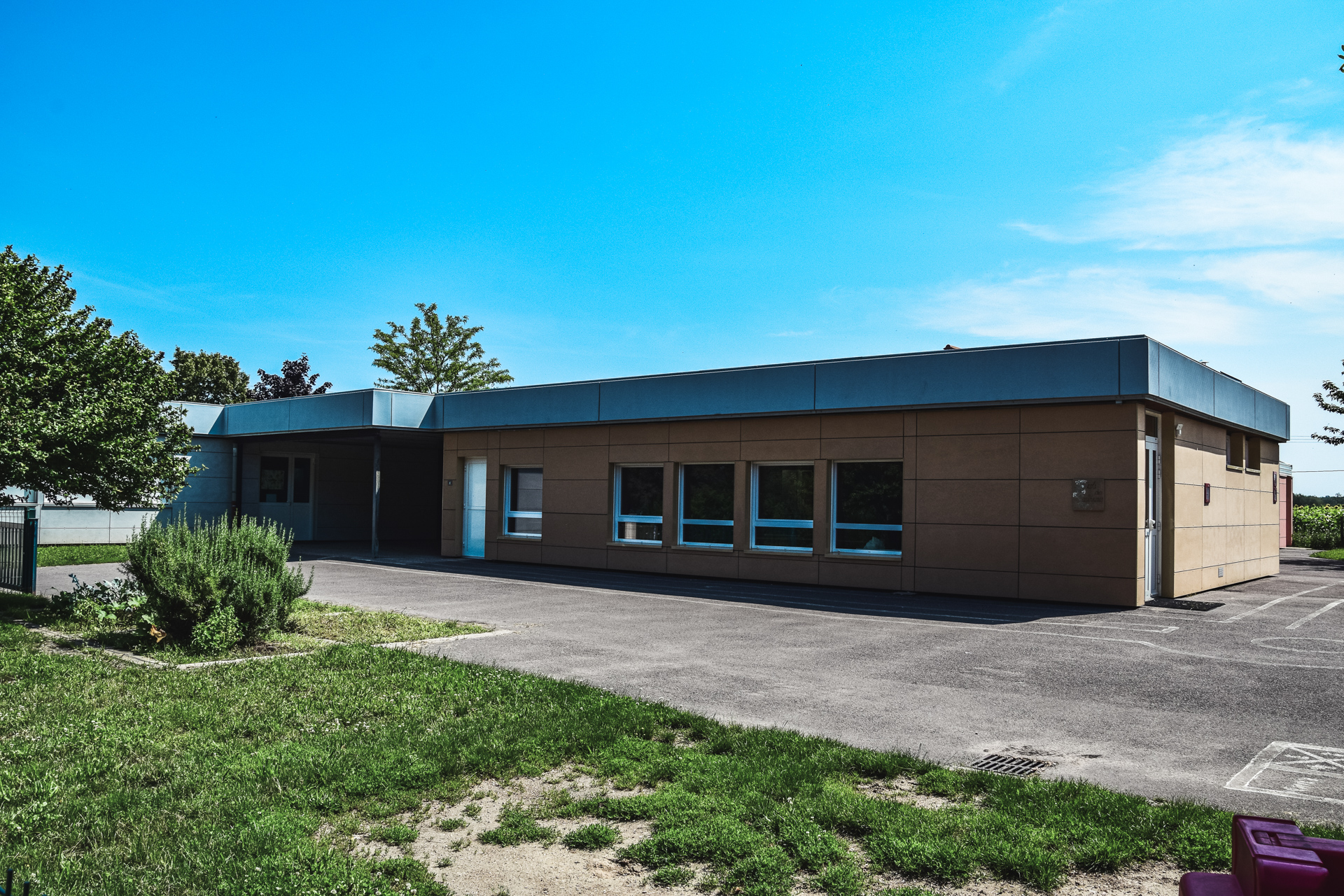
[https://goo.gl/maps/EjUp6u5cUZ5BEBDr7 École maternelle les Aubépines, à Granges.

## Vie municipale[13]
| Prénom                                                    | NOM             | Mandat                 |
| --------------------------------------------------------- | --------------- | ---------------------- |
| Antonio                                                   | PASCUAL         | Maire                  |
| David                                                     | GALLAND         | 1er adjoint            |
| Agnès                                                     | DRILLIEN        | 2e adjointe            |
| Stéphane                                                  | BAILLY          | 3e adjoint             |
| Norbert                                                   | LETOURNEAU      | 4e adjoint             |
| Bruno                                                     | BOURJON         | Conseiller délégué     |
| Magali                                                    | BROQUIÉ         | Conseillère municipale |
| Didier                                                    | GERVAIS         | Conseiller municipal   |
| Isabelle                                                  | NECTOUX         | Conseillère municipale |
| Céline                                                    | NICOLAS         | Conseillère municipale |
| Alexis                                                    | PEREZ           | Conseiller municipal   |
| Marie-Jeanne                                              | PHILIPPE        | Conseillère municipale |
| Emilie                                                    | RAULT LAURENÇOT | Conseillère municipale |
| Corine                                                    | SIRUGUE         | Conseillère municipale |
| Ludovic                                                   | STACCHETTI      | Conseiller municipal   |
| retrouvez la liste avec les photos sur le site de granges |                 |                        |

| Période                                  | Période      | Identité          | Étiquette | Qualité                                                          |
| ---------------------------------------- | ------------ | ----------------- | --------- | ---------------------------------------------------------------- |
| 1992                                     | mars 2014    | Michel Dayde      |           |                                                                  |
| mars 2014                                | janvier 2017 | Christian Bourjon |           |                                                                  |
| janvier 2017                             | en cours     | Antonio Pascual   |           | Président de la communauté de communes depuis le 11 juillet 2020 |
| Les données manquantes sont à compléter. |              |                   |           |                                                                  |

## Vie scolaire[15]

### École maternelle les Aubépines
Depuis 1995, Granges fait partie du Regroupement Pédagogique Intercommunal (RPI)  avec les écoles de La Charmée et Saint-Germain-lès Buxy. Le regroupement est géré par le SIVOS.
Granges accueille les classes de petite, moyenne et grande sections à l'école maternelle Les Aubépines, 8 Rue des Arènes, 71390 Granges.

### Cantine et garderie
- Le restaurant scolaire est un service municipal dont le fonctionnement est assuré par des agents de la fonction publique territoriale sous la responsabilité du président et des vice-présidents du SIVOS. Ce service ouvre ses portes dès le jour de la rentrée à raison de quatre jours par semaine : lundi, mardi, jeudi, vendredi, uniquement en période scolaire et seulement pour le repas du midi.
- La garderie accueille les enfants quelle que soit leur école à condition d'être scolarisé au sein du RPI La Charmée Granges Saint-Germain-Les-Buxy. Le fonctionnement de l’accueil est sous la responsabilité du SIVOS. En cas de fermeture exceptionnelle d'une garderie, les enfants doivent être déposés dans une autre garderie. Pour plus d'informations cliquez ici.

### Espace multi-accueil
Depuis 2004, Granges abrite sur sa commune un Espace Multi-Accueil nommé les Écureuils situé au 1 rue des Chênes, Résidence de la Forêt.
L'Espace multi-accueil les Écureuils accueille les enfants âgés de 10 semaines à 4 ans.
La petite enfance étant une compétence de la communauté de communes Sud Côte Chalonnaise, vous retrouvez toutes les informations (horaire d'ouverture, téléphone...) en cliquant ici.

### Relais d'assistants maternels
Le relais d'assistants maternels (RAM) se situe au 5 impasse des Marbres 71390 Buxy.
Le RAM est un lieu d’échanges et d’écoute, qui propose ses services à tous les habitants de la communauté de communes Sud Côte Chalonnaise. Le service est gratuit, neutre et confidentiel.
L'enfance et la jeunesse étant des compétences de la communauté de communes Sud Côte Chalonnaise, vous retrouvez toutes les informations (horaire d'ouverture, téléphone...) en cliquant ici.

### Centre de loisirs
Le centre de loisirs (ALSH) est ouvert à tous les enfants de la communauté de communes Sud Côte Chalonnaise.
Il fonctionne pendant le temps extrascolaire ou périscolaire*. (*le mercredi seulement, les temps périscolaires hors mercredi sont gérés par le SIVOS La Charmée - Granges - Saint-Germain-lès-Buxy)
Les activités sont diversifiées tant du point de vue culturel, sportif ou d’expression. Chaque période est déclinée sous un thème, et toutes les animations seront dans la thématique retenue par l’équipe d’animation.
L'enfance et la jeunesse étant des compétences de la communauté de communes Sud Côte Chalonnaise, vous retrouvez toutes les informations concernant l'ALSH (horaire d'ouverture, téléphone...) en cliquant ici.

### Lecentre communal d'action sociale (CCAS)
Le CCAS de Granges est composé d'élus municipaux, et de membres issus de la population du village. Il est présidé par le monsieur le maire.
Le CCAS a pour but de venir en aide aux habitants de la commune qui en auraient besoin. Par une simple aide pour remplir et transmettre tous dossiers d’aide sociale, personnes handicapées, seniors, familles … ayant à fournir un dossier pour les services sociaux départementaux, ou autres, pour accéder à une aide ou une prestation, une aide financière, même provisoire.
Le CCAS peut aussi apporter une aide ponctuelle en permettant d’aider à trouver le bon service, le meilleur interlocuteur dont une personne a besoin (service à la personne, télésurveillance…)
Le CCAS de Granges organise des manifestations pour les enfants, les ados et les seniors ainsi que d’autres projets tels que des sorties familiales en accès à tous les habitants du village.
Pour toutes demandes, s'adresser en mairie qui vous mettra en contact avec le CCAS. Certains de ces services sont de la compétence de la communauté de communes Sud Côte Chalonnaise, vous pouvez y accéder en cliquant ici.

## Sports, loisirs et culture

### Associations
Granges compte une dizaine d'associations. De l'art, à la peinture, en passant par la danse, les associations proposent une multitude d'activités. Pour plus d'informations consulter le site internet de Granges en cliquant ici.

### Activités et loisirs

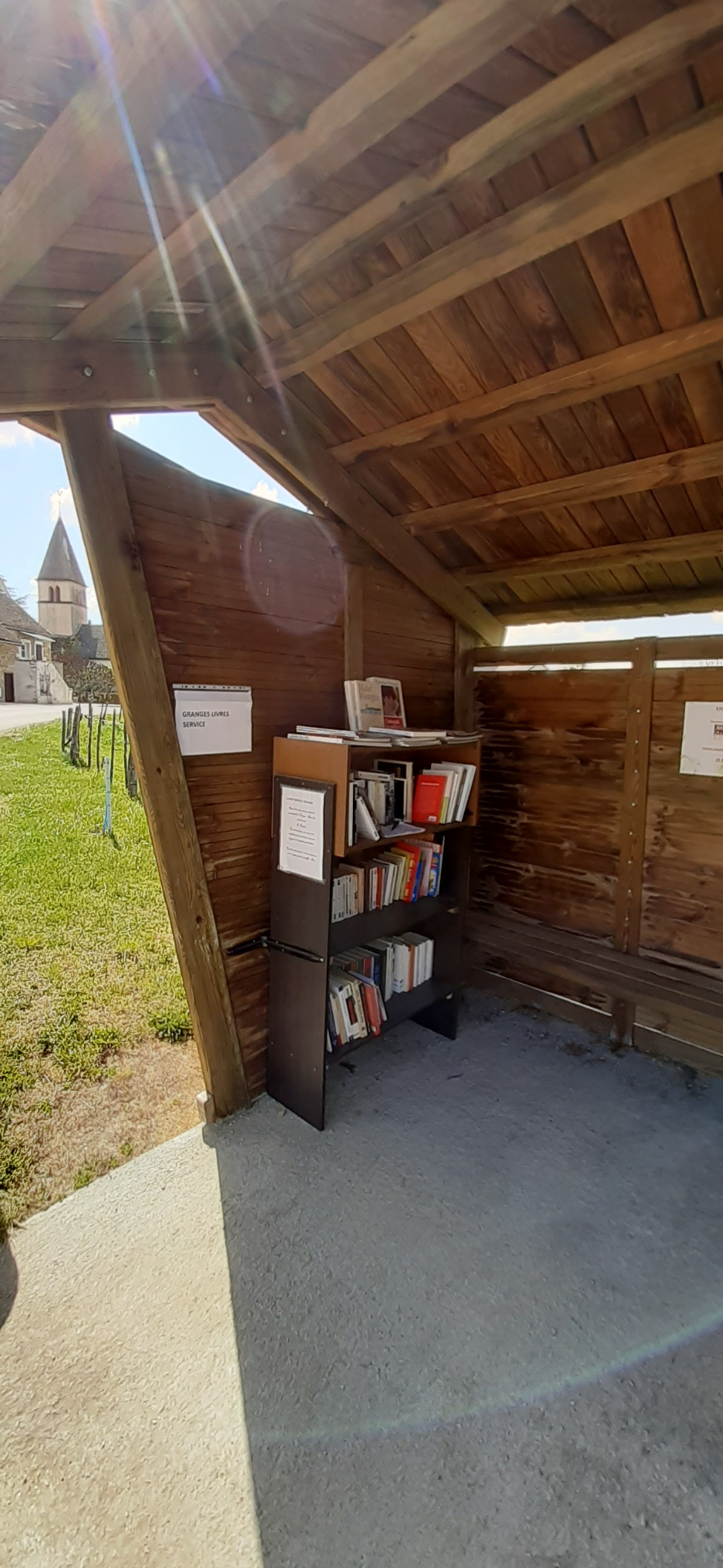
Boîtes à livres.

À la demande des jeunes de la commune et de nombreux habitants, la municipalité a mis en place trois boîtes en libre-service.
- Qu'est-ce-que le dispositif « Livres-services Granges » ?

Ce dispositif « Livres-services Granges » propose ainsi des livres pour tous et pour tous les goûts : livres de cuisine ou de bricolage, en passant par ceux d'histoire, de sciences-fictions jusqu'aux romans policiers et classiques. Bien sûr, dans chaque point une place importante est réservée aux livres à destination de la jeunesse. Quelques magazines viennent compléter cette palette.
- Comment fonctionne-t-il ?

Prélever un livre génère l’obligation d'en mettre un autre à la place ou de s'engager à le remettre en place après lecture. La municipalité quant à elle veille une fois par semaine à la bonne tenue des boîtes et à la qualité de l’offre.
- Où sont situées ces boîtes à livres ?

Les trois boîtes sont installées au Bourg sous l'abribus, aux Curles sous l’abribus face à la mairie et aux ponts dans l'abri jouxtant le transformateur.
Retrouvez facilement les boîtes à livres grâce à ce plan.

### Terrain multisports

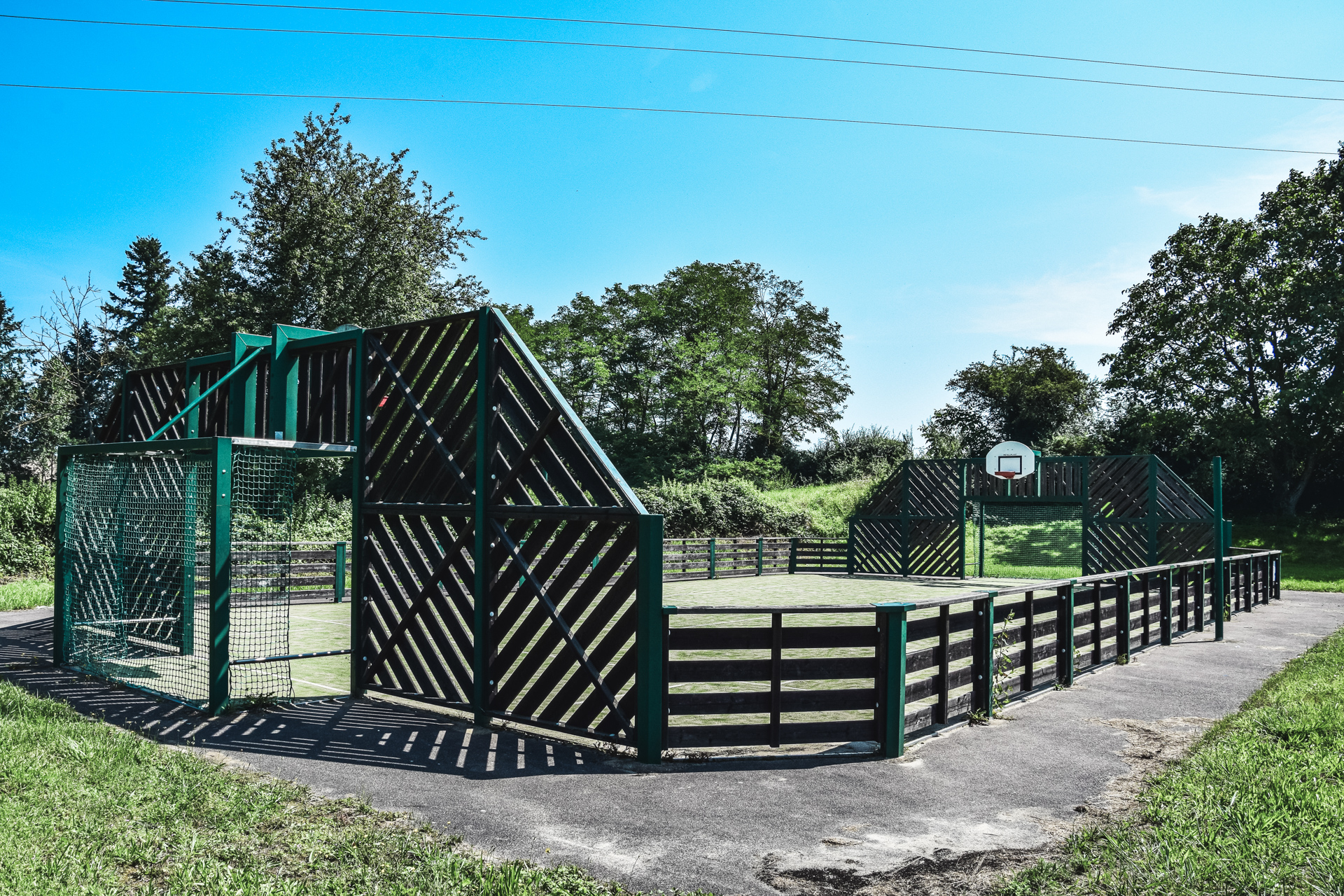
Terrain multisports de Granges.

En accès libre, cet espace de loisirs sportifs est fonctionnel depuis le 3 juin 2004 au lieu-dit des Arènes, en face de l’école.
Il est composé d'une structure en aluminium et en bois, d'un gazon synthétique confortable, mais surtout utilisable par tous les temps. L'infrastructure possède tous les aménagements nécessaires à la pratique du foot, basket, hand ball, volley, badminton, tennis, tennis ballon ou hockey sur gazon... grâce aux lignes de traçage, aux buts, panneaux, poteaux et filets nécessaires.

### Balades et randonnées
Les Balades Vertes ont été initiées par le conseil départemental de Saône-et-Loire. Elles sont accessibles à tous les randonneurs pédestres, vététistes ou cavaliers.
Proposant des itinéraires de 2 à 18 km, elles s'adressent à un public familial tout comme aux randonneurs confirmés. Tous les sentiers sont des circuits en boucle, facilement identifiables grâce à une signalétique harmonisée sur l'ensemble de la Saône-et-Loire.
Pour plus d'informations, rendez-vous sur le site de l 'Office de Tourisme Sud Côte Chalonnaise en cliquant ici.

### Culte
Granges relève de la paroisse Saint-Vincent-des-Buis, qui a son siège à Buxy (paroisse regroupant plusieurs communes : Bissey-sous-Cruchaud, Buxy, Cersot, Granges, Jambles, Jully-lès-Buxy, Marcilly-lès-Buxy, Messey-sur-Grosne, Montagny-lès-Buxy, Moroges, Rosey, Saint-Désert, Saint-Germain-lès-Buxy, Sainte-Hélène, Saint-Vallerin, Sassangy et Villeneuve-en-Montagne).

## Démographie
L'évolution du nombre d'habitants est connue à travers les recensements de la population effectués dans la commune depuis 1793. Pour les communes de moins de 10 000 habitants, une enquête de recensement portant sur toute la population est réalisée tous les cinq ans, les populations de référence des années intermédiaires étant quant à elles estimées par interpolation ou extrapolation. Pour la commune, le premier recensement exhaustif entrant dans le cadre du nouveau dispositif a été réalisé en 2008.

En 2022, la commune comptait 572 habitants, en évolution de +6,72 % par rapport à 2016 (Saône-et-Loire : −1,06 %, France hors Mayotte : +2,11 %).
| 1793 | 1800 | 1806 | 1821 | 1831 | 1836 | 1841 | 1846 | 1851 |
| ---- | ---- | ---- | ---- | ---- | ---- | ---- | ---- | ---- |
| 256  | 258  | 269  | 312  | 331  | 310  | 305  | 298  | 301  |

| 1856 | 1861 | 1866 | 1872 | 1876 | 1881 | 1886 | 1891 | 1896 |
| ---- | ---- | ---- | ---- | ---- | ---- | ---- | ---- | ---- |
| 309  | 313  | 307  | 325  | 336  | 324  | 334  | 320  | 296  |

| 1901 | 1906 | 1911 | 1921 | 1926 | 1931 | 1936 | 1946 | 1954 |
| ---- | ---- | ---- | ---- | ---- | ---- | ---- | ---- | ---- |
| 263  | 242  | 253  | 210  | 203  | 204  | 201  | 168  | 181  |

| 1962 | 1968 | 1975 | 1982 | 1990 | 1999 | 2006 | 2008 | 2013 |
| ---- | ---- | ---- | ---- | ---- | ---- | ---- | ---- | ---- |
| 175  | 156  | 158  | 216  | 313  | 299  | 465  | 512  | 523  |

| 2018 | 2022 | - | - | - | - | - | - | - |
| ---- | ---- | - | - | - | - | - | - | - |
| 521  | 572  | - | - | - | - | - | - | - |

## Culture locale et patrimoine

### Lieux et monuments
- L'église Saint-Martin de Granges, subsistance d'une ancienne dépendance de l'abbaye Saint-Martin d'Autun[22]. Romane, cette église, dédiée à saint Martin mais aussi à saint Éloi, date de la première moitié du XIIe siècle. Avec la croix de 1720 ornée d’un cœur qui lui fait face, elle est inscrite, depuis 1990, à l’Inventaire supplémentaire des Monuments historiques[23].
- Lavoir de Granges, non loin de la rivière, au lieudit la Boudoire (de « bouder » qui veut dire déborder).

### Blason de Granges
Depuis 2004, la commune s'est dotée d'un blason. Par quelques repères, ce blason permet de jalonner l'histoire de Granges qui s'est étalée sur plusieurs millénaires.
| Blason de Granges | Blason  | Blason de Granges |
| Blason de Granges | Détails | - L'épi de blé (grain) Au VIe siècle, la reine Brunehaut donna cette terre à l'abbaye saint Martin d'Autun. Cette dernière ne tarda pas à y installer un prieuré et s'en servit également comme lieu de stockage du grain d'où l'origine du nom de Granges. - Camps romain : À l'époque romaine, le bourg de Granges était un camp romain. - Saint Martin : patron de Granges, Né en 316 à Sabarie en Pannonie (actuelle Hongrie), saint Martin fut d'abord légionnaire dans l'armée romaine. En 337, l'hiver est glacial. Alors en garnison à Amiens, il aperçoit un pauvre homme tremblant de froid. Il saisit son épée, coupa son manteau en deux et en tendit une moitié au mendiant afin qu'il se couvre. C'est à partir de ce jour qu'il se convertit à la fois catholique. Le geste du légionnaire est devenu le symbole de la charité. - Le chêne : Pour symboliser la forêt très étendue sur notre commune (92 ha) et les nombreux chênes parfois centenaires. - Voie ferrée - voie verte : Pour symboliser la voie verte établie sur le tracé de l'ancienne voie ferrée Cluny-Givry. Blason officiel de la commune depuis 2004 |